# Sant’Andrea Apostolo (Subiaco)

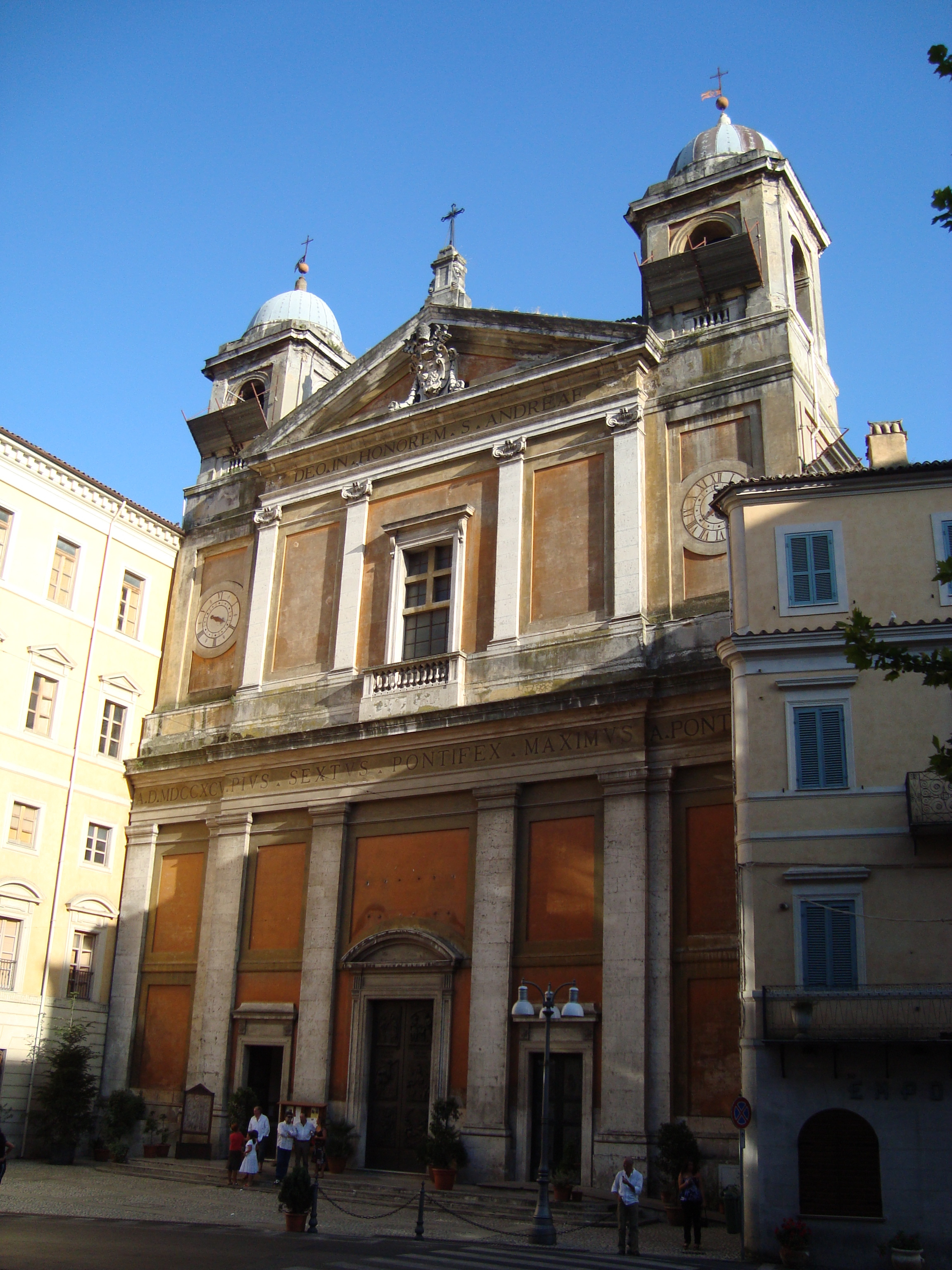
Sant’Andrea Apostolo

Die Basilika Sant’Andrea Apostolo ist eine römisch-katholische Kirche im Subiaco in der Metropolitanstadt Rom, Italien. Die Pfarrkirche des Bistums Tivoli trägt den Titel einer Basilica minor. Sie wurde im späten 18. Jahrhundert im Stil des Klassizismus erbaut und bis 1952 nach den Kriegsschäden rekonstruiert.

## Geschichte
Im Juni 1773 erhielt Kardinal Giovanni Angelo Braschi die Territorialabtei Subiaco als Kommendatarabt, nach einigen Jahren wurde er 1775 zum Papst mit dem Namen Pius VI. gewählt. Anstelle einer bestehenden Kirche ließ er im Jahr 1776 den Bau der neuen Kirche Sant’Andrea beginnen, die er 1789 weihte. Die Fassade wurde 1795 ergänzt. Von 1892 bis 2002 diente die Kirche als Konkathedrale der Territorialabtei Subiaco. In dieser Zeit wurde sie 1944 bei Bombardierungen im Zweiten Weltkrieg wesentlich zerstört und bis 1952 von den Grundmauern aus rekonstruiert, die Ausgestaltung erfolgte nach vorhandenen Plänen und Zeichnungen. Dazu verlieh ihr durch Papst Pius XII. im Jahr der Wiederfertigstellung den Titel einer Basilica minor.

## Architektur

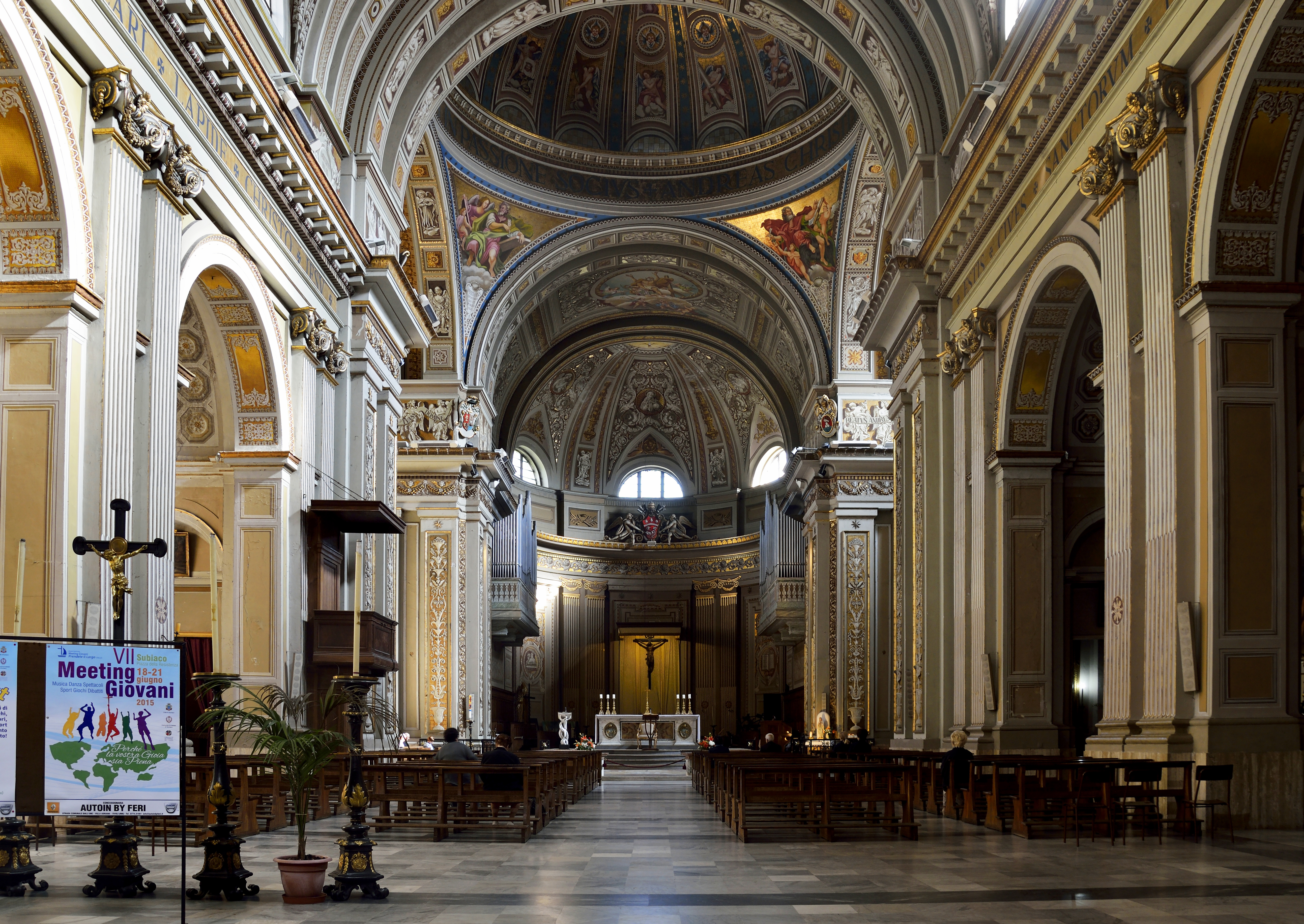
Innenraum

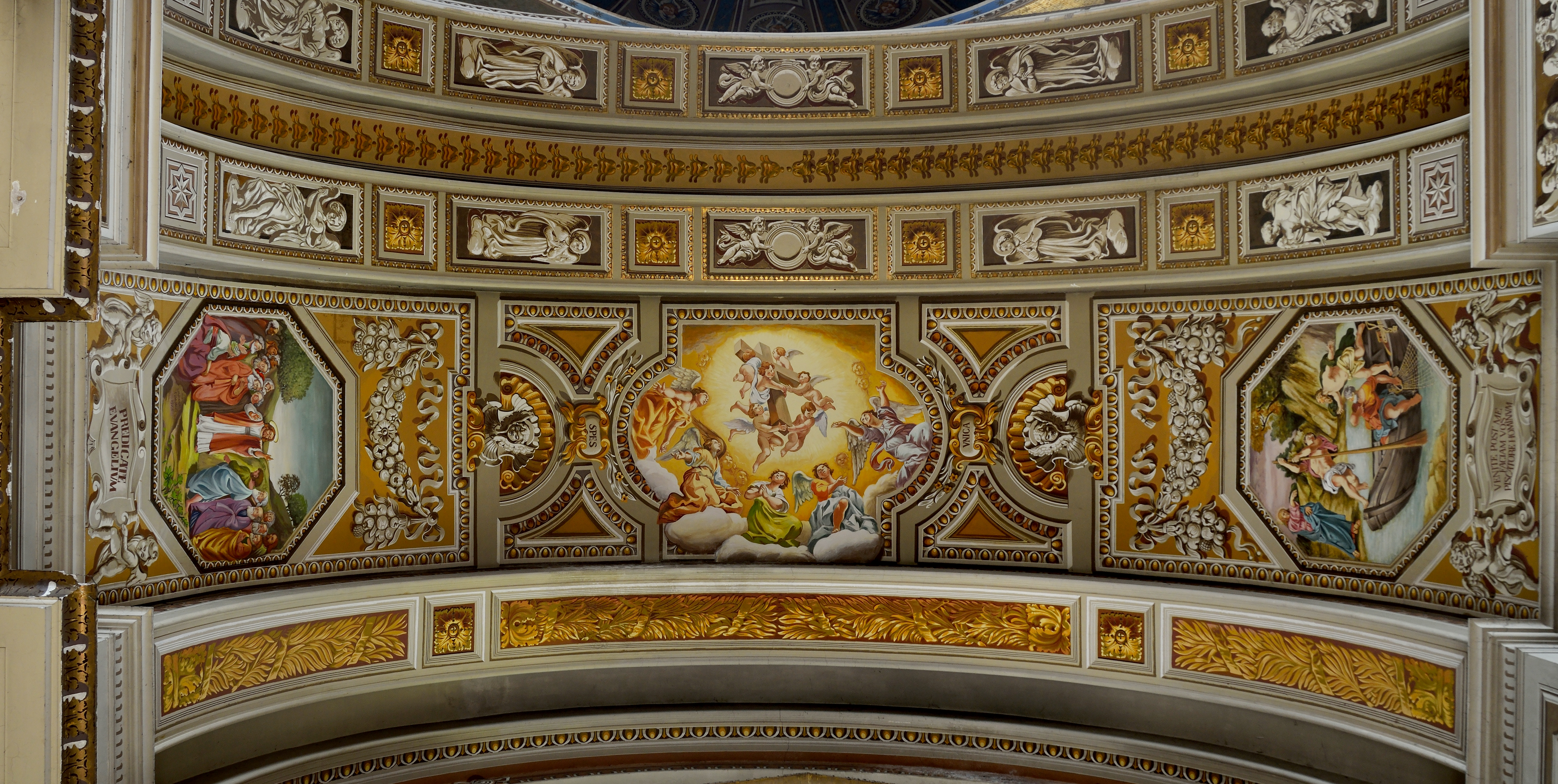
Deckenfresko

Die klassizistische Fassade stammt aus dem Jahr 1795 und besteht aus zwei übereinanderliegenden Ebenen, die in einem dreieckigen Tympanon enden. Die untere Ebene besteht aus sechs Säulen und drei Portalen, durch die man die Kirche betritt. Auf der zweiten Ebene befindet sich die Segensloggia. Die obere Ordnung besteht aus vier Säulen und einer Balustrade mit einer Segensloggia in der Mitte, von dieser Loggia aus segneten die Päpste Pius VI., Gregor XVI. und Pius IX. die Bevölkerung von Subiaco. Oben befindet sich ein Tympanon mit dem Wappen von Papst Pius VI. in der Mitte. An den Seiten erheben sich zwei Glockentürme, von denen einer die große Glocke von 1760 trägt.
Die Saalkirche mit Querhaus erhielt einen kreuzförmigen Grundriss mit Seitenkapellen. Das Innere besteht aus einem einzigen Kirchenschiff. Der Chor mit  Apsis ist vom Kirchenschiff durch ein Querschiff getrennt, das von einer Vierungskuppel ohne Tambour überragt wird. Die Kirche ist von einem Tonnengewölbe bedeckt.

## Ausstattung
In der Apsis steht der imposante päpstliche Thron aus Edelholz, rechts die große Orgel mit etwa 5000 Pfeifen, die in zwei Komplexen an den Seiten des Chors verteilt sind. Die Kirche ist reich an Kunstwerken verschiedener Künstler wie Sebastiano Conca (1698–1765), Bernardo Cavallino (1622–1649), Cristoforo Unterperger (1732–1798) und Carlo Dolci (1616–1686). Diese wurden nach den Kriegsschäden von Benedetto Tozzi renoviert.
Die Glocke in dem einen der beiden Türme wurde bereits 1760 für St. Scholastika gegossen.